# Герб Карамышевской волости
Герб муниципального образования сельское поселение «Карамышевская волость» Псковского района Псковской области Российской Федерации — опознавательно-правовой знак, служащий официальным символом муниципального образования.
Герб утверждён решением Собрания депутатов сельского поселения «Карамышевская волость» № 50 от 28 июня 2010 года.
Герб внесён в Государственный геральдический регистр Российской Федерации под регистрационным номером 6304.

## Описание герба
«В лазоревом поле — золотой осадный щит особого вида (прямоугольный, покрытый квадратными бляхами), вверху над углами завершённый набалдашниками, а внизу стоящий двумя противообращёнными львиными лапами на серебряном каменном постаменте. Щит увенчан муниципальной короной установленного образца».

## Обоснование символики

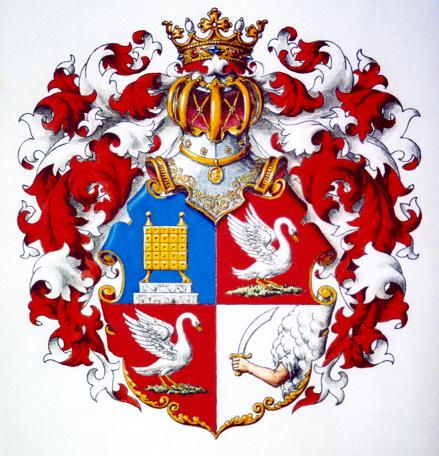
Герб рода Карамышевых (1799 год))

За основу герба сельского поселения Карамышевская волость взята основная часть Высочайше утверждённого 19 января 1799 года четырёхчастного герба рода Карамышевых, давшего имя селу Карамышеву.
Поставленный на камне щит, графически отражающий прозвище «Карамыш» («защитивший»), символизирует упорство и стойкость защитников Отечества, когда-либо бившихся в здешних землях, а также их жителей, сражавшихся в иных местах.
Золото (жёлтый цвет) в геральдике символизирует благодать, власть, милость и изобилие; лазурь (синий, голубой цвета) — духовность, любовь, благородство и мир; Серебро (белый цвет) — добродетель, чистоту.
Расцветка Герба и Флага соответствует цветам символики Псковской области и Псковского района.
Авторы символики герба: М. Ю. Медведев, О. М. Карамышев.